# 1968年の読売ジャイアンツ
1968年の読売ジャイアンツでは、1968年の読売ジャイアンツの動向をまとめる。
この年の読売ジャイアンツは、川上哲治監督の8年目のシーズンであり、V9の4年目のシーズンである。

## 概要
4連覇を期待されたチームだが、4月は首位中日から3.5ゲーム差の3位と平凡な成績で終了。5月に入って中日から首位の座を奪うが、前年最下位の広島がマークするなど苦しい戦いが続いた。その後は広島の12連敗に助けられて首位を固め4連覇が秒読みとなったが、8月以降はそれまでBクラスと低迷していた阪神が猛追。9月17日からの甲子園球場での直接対決4連戦（9月18日はダブルヘッダー）に1勝3敗と負け越してついに首位に並ばれ、しばらくはつばぜり合いが続いたが阪神の貧打などに助けられてようやくゲーム差を広げ10月8日の対広島ダブルヘッダーに10対2、6対5と連勝して地元・後楽園で優勝を達成。日本シリーズは前年同様阪急との対決となったがルーキー高田繁や長嶋茂雄・王貞治といった打線の活躍で4勝2敗で下し、4年連続の日本一も達成した。投手陣は打線の援護に助けられて勝つ試合が多く防御率も前年の2.87から3.30へと低下したが、打撃陣ではこの年新人王の高田が5月以降柴田勲と1・2番の俊足コンビを形成。タイトルでは長嶋が打点王とMVPを、王が本塁打王と首位打者をそれぞれ獲得し打撃タイトルを2人で分け合い、チーム本塁打も177本でリーグ1位、チーム打率もリーグ唯一の2割6分台で、盗塁数も133個でリーグ1位だった。

## チーム成績

### レギュラーシーズン
| 1 | 中 | 柴田勲   |
| 2 | 二 | 土井正三 |
| 3 | 一 | 王貞治   |
| 4 | 三 | 長嶋茂雄 |
| 5 | 左 | 高倉照幸 |
| 6 | 右 | 末次民夫 |
| 7 | 捕 | 森昌彦   |
| 8 | 投 | 金田正一 |
| 9 | 遊 | 黒江透修 |

| 順位 | 4月終了時 | 4月終了時 | 5月終了時 | 5月終了時 | 6月終了時 | 6月終了時 | 7月終了時 | 7月終了時 | 8月終了時 | 8月終了時 | 9月終了時 | 9月終了時 | 最終成績 | 最終成績 |
| ---- | --------- | --------- | --------- | --------- | --------- | --------- | --------- | --------- | --------- | --------- | --------- | --------- | -------- | -------- |
| 1位  | 中日      | --        | 巨人      | --        | 広島      | --        | 巨人      | --        | 巨人      | --        | 巨人      | --        | 巨人     | --       |
| 2位  | 広島      | 1.5       | 広島      | 2.5       | 巨人      | 1.0       | 広島      | 6.5       | 阪神      | 1.5       | 阪神      | 3.0       | 阪神     | 5.0      |
| 3位  | 巨人      | 3.5       | 中日      | 6.0       | 大洋      | 7.0       | サンケイ  | 8.5       | サンケイ  | 7.0       | 広島      | 8.5       | 広島     | 9.0      |
| 4位  | 大洋      | 5.0       | 阪神      | 7.0       | サンケイ  | 8.5       | 阪神      | 10.5      | 広島      | 8.5       | サンケイ  | 11.5      | サンケイ | 13.0     |
| 5位  | サンケイ  | 5.5       | サンケイ  | 8.5       | 阪神      | 9.5       | 大洋      | 11.0      | 大洋      | 15.0      | 大洋      | 16.5      | 大洋     | 18.0     |
| 6位  | 阪神      | 5.5       | 大洋      | 9.0       | 中日      | 13.0      | 中日      | 14.5      | 中日      | 16.0      | 中日      | 23.5      | 中日     | 27.0     |

| 順位 | 球団             | 勝 | 敗 | 分 | 勝率 | 差   |
| 1位  | 読売ジャイアンツ | 77 | 53 | 4  | .592 | 優勝 |
| 2位  | 阪神タイガース   | 72 | 58 | 3  | .554 | 5.0  |
| 3位  | 広島東洋カープ   | 68 | 62 | 4  | .523 | 9.0  |
| 4位  | サンケイアトムズ | 64 | 66 | 4  | .492 | 13.0 |
| 5位  | 大洋ホエールズ   | 59 | 71 | 3  | .454 | 18.0 |
| 6位  | 中日ドラゴンズ   | 50 | 80 | 4  | .385 | 27.0 |

### 日本シリーズ
| 日付                                    | 試合   | ビジター球団（先攻） | スコア   | ホーム球団（後攻） | 開催球場     |
| --------------------------------------- | ------ | -------------------- | -------- | ------------------ | ------------ |
| 10月12日（土）                          | 第1戦  | 阪急ブレーブス       | 5 - 4    | 読売ジャイアンツ   | 後楽園球場   |
| 10月13日（日）                          | 第2戦  | 雨天中止             | 雨天中止 | 雨天中止           | 後楽園球場   |
| 10月14日（月）                          | 第2戦  | 阪急ブレーブス       | 1 - 6    | 読売ジャイアンツ   | 後楽園球場   |
| 10月15日（火）                          | 移動日 | 移動日               | 移動日   | 移動日             | 移動日       |
| 10月16日（水）                          | 第3戦  | 読売ジャイアンツ     | 9 - 4    | 阪急ブレーブス     | 阪急西宮球場 |
| 10月17日（木）                          | 第4戦  | 読売ジャイアンツ     | 6 - 5    | 阪急ブレーブス     | 阪急西宮球場 |
| 10月18日（金）                          | 第5戦  | 読売ジャイアンツ     | 4 - 6    | 阪急ブレーブス     | 阪急西宮球場 |
| 10月19日（土）                          | 移動日 | 移動日               | 移動日   | 移動日             | 移動日       |
| 10月20日（日）                          | 第6戦  | 阪急ブレーブス       | 5 - 7    | 読売ジャイアンツ   | 後楽園球場   |
| 優勝：読売ジャイアンツ（4年連続10回目） |        |                      |          |                    |              |

## オールスターゲーム1968
- 選出選手及びスタッフ

| ポジション | 名前     | 選出回数 |
| ---------- | -------- | -------- |
| 監督       | 川上哲治 |          |
| 投手       | 堀内恒夫 | 2        |
| 投手       | 金田正一 | 17       |
| 捕手       | 森昌彦   | 9        |
| 一塁手     | 王貞治   | 9        |
| 二塁手     | 土井正三 | 2        |
| 三塁手     | 長嶋茂雄 | 11       |
| 遊撃手     | 黒江透修 | 2        |
| 外野手     | 柴田勲   | 6        |
| 外野手     | 高田繁   | 初       |

- 太字はファン投票による選出。

## できごと
- 5月11日 - 対中日戦9回裏二死二塁の場面、長嶋茂雄は山中巽投手が敬遠とばかりに2球遠い球を投げると、抗議とばかりに3球目からバットを捨てて、手で打つ構えで打席に入ったが、結局敬遠となった。長嶋は3年後の1971年6月17日の対広島東洋戦でもこのプレーを再現した。
- 5月16日 - 城之内邦雄、対大洋戦でノーヒットノーランを達成。この日は試合中に十勝沖地震が起きたものの試合には影響なく、王貞治が第10号本塁打（通算317本目）を場外にかっ飛ばすなど巨人打線は大当たりし、16-0の大勝、1952年の大友工の「17点差」に次ぐノーヒット大勝となる。なお捕手は森昌彦が先発したものの、途中で槌田誠に交代、森は前年（1967年）の堀内恒夫のノーヒットの時も先発したが途中で吉田孝司に交代したため、2度のノーヒット試合ともゲームセット時には試合にはいなかったという状態。捕手で歴代最多出場の野村克也が「現役中一度もノーヒット捕手を務めなかった」に続く珍しい記録となる。

## 表彰選手
- 最優秀選手：長嶋茂雄（2年ぶり4度目）
- 新人王：高田繁
- 首位打者：王貞治（.326、初受賞）
- 本塁打王：王貞治（49本、7年連続7度目）
- 打点王：長嶋茂雄（125打点、5年ぶり3度目）
- 最多安打：長嶋茂雄（157安打、2年ぶり8度目）
- 最多出塁数：王貞治（275個、2年連続2度目）
- ベストナイン：

森昌彦（捕手、8年連続8度目）
王貞治（一塁手、7年連続7度目）
土井正三（二塁手、初受賞）
長嶋茂雄（三塁手、11年連続11度目）
黒江透修（遊撃手、初受賞）

## ドラフト
| 順位 | 選手名   | ポジション | 所属           | 結果               |
| ---- | -------- | ---------- | -------------- | ------------------ |
| 1位  | 島野修   | 投手       | 武相高         | 入団               |
| 2位  | 田中章   | 投手       | 日本通運       | 入団               |
| 3位  | 矢部祐一 | 内野手     | 常磐炭砿       | 入団               |
| 4位  | 吉村典男 | 投手       | リッカーミシン | 入団               |
| 5位  | 松本正幸 | 投手       | 熊本工業高     | 入団               |
| 6位  | 杉山茂   | 捕手       | 銚子商業高     | 入団               |
| 7位  | 大下正忠 | 内野手     | 別府鶴見丘高   | 入団               |
| 8位  | 池島和彦 | 投手       | 明治大学       | 拒否・三協精機入社 |
| 9位  | 梅田邦三 | 内野手     | 日本新薬       | 入団               |
| 10位 | 富田清吾 | 投手       | 中央大学       | 入団               |